# Бризгалов Олексій Олегович
Олексій Олегович Бризгалов (26 липня 1971) - український фехтувальник, олімпієць.

## Виступи на Олімпіадах
| Олімпіада    | Дисципліна            | Місце |
| ------------ | --------------------- | ----- |
| Атланта 1996 | рапіра, індивідуальні | 31    |
| Сідней 2000  | рапіра, індивідуальні | 34    |
| Сідней 2000  | рапіра, командні      | 5     |